# Курау
Курау (порт. Curau, вимова: kuˈɾaw) — бразильський солодкий десерт, схожий на заварний крем, виготовлений із відтиснутого соку незрілої кукурудзи, звареного з молоком і цукром.
Термін курау використовується переважно в Південних штатах, таких як Сан-Паулу, Мату-Гросу та Мату-Гросу-ду-Сул. Його також називають corá (вимова: koˈɾa) у Мінас-Жерайс, папа-де-мільо (вимова: papɐdʒiˈmiʎu) «кукурудзяна каша» в Ріо-де-Жанейро та канхіка (вимова: kɐ̃ˈʒikɐ) у північній половині Бразилії.

## Типові рецепти
Зазвичай на 10 качанів незрілої кукурудзи або солодкої кукурудзи в рецепті курау потрібно від півтора до двох літрів молока і від однієї до трьох склянок цукру. Можна додавати й інші інгредієнти, наприклад, щіпку солі, столову ложку вершкового масла. Молоко можна частково замінити кокосовим або згущеним молоком.
Для приготування курау кукурудзяні зерна очищають від качанів і кладуть у тканинний мішечок. Потім мішок віджинають, додаючи потроху молоко, щоб витягти якомога більше соку з меленої кукурудзяної маси. Крім того, мелену кукурудзу з молоком можна подрібнити блендером, а потім процідити через дрібне сито.
До отриманої рідини додають цукор та будь-які інші інгредієнти, далі згущують до кремоподібної консистенції, варячи на плиті приблизно 45 хвилин (або в мікрохвильовій печі 12–15 хвилин), часто помішуючи. Потім крем розливають у відповідні місткості (десертні чашки, форми для кексів, неглибокі форми для випікання тощо).
Курау можна подавати як теплим, так і охолодженим (коли він набуває твердої заварної консистенції). Зазвичай його присипають меленою корицею.
24 лютого 1989 року Постановою № 109 Міністерства сільського господарства, тваринництва та постачання було затверджено стандарт ідентичності, якості, презентації та упаковки бразильської кукурудзи курау, таким чином визначивши комерційне поняття «кукурудзяна канхіка»

## Курау в масовій культурі
Гігантську канхіку готують щороку, починаючи з 1999 року, у місті Каруару для свята Сан-Жуан на північному сході Бразилії; у 2008 році її довжина становила 35 метрів, а для виготовлення було використано 4500 качанів кукурудзи.
У південних штатах слово канхіка використовується для позначення іншого десерту, який готується зі стиглих немелених зерен білої кукурудзи, варених у молоці до м'якості, і який у північній частині Бразилії називається mungunzá doce.